# Kentucky Railway Museum
| Lok Nr. 11 der Louisville Cement Co. am Eingang des Museums |                      |                                   |                               |
| Streckenlänge: | 25,6 km              |                                   |                               |
| Spurweite: | 1435 mm (Normalspur) |                                   |                               |
| |                      |                                   |                               |
| \| \| \| Lebanon Branch der CSX \| \| \| \| \| nach Lebanon Junction \| \| \| \| \| Beginn der Museumstrecke \| \| \| \| 0,0 \| Boston (Kentucky), Ausweichstelle \| 141 m ü. M. \| \| \| \| Lick Creek (20 m) \| \| \| \| \| Beech Fork (79 m) \| \| \| \| \| Bluegrass Parkway \| \| \| \| 8,0 \| Nelsonville der L&N \| Nelsonville der L&N \| \| \| \| (18 m) \| \| \| \| \| Rolling Fork (42 m) \| \| \| \| \| (20 m) \| \| \| \| \| Rolling Fork (83 m) \| \| \| \| 17,6 \| New Haven (Kentucky) Museum \| 144 m ü. M. \| \| \| \| Abstellgleis \| \| \| \| 22,4 \| Gethsemane, Ausweichstelle \| Gethsemane, Ausweichstelle \| \| \| \| Pottinger Creek \| \| \| \| 25,6 \| New Hope \| New Hope \| \| \| \| Strecke der L&N \| \| \| \| \| nach Junction City (Kentucky) \| \| \| [1] \| \| \| \| |                      |                                   |                               |
| Strecke |                      | Lebanon Branch der CSX            | Lebanon Branch der CSX        |
| Strecke |                      | nach Lebanon Junction             | nach Lebanon Junction         |
| Wechsel des Eisenbahninfrastrukturunternehmens |                      | Beginn der Museumstrecke          | Beginn der Museumstrecke      |
| Haltepunkt / Haltestelle | 0,0                  | Boston (Kentucky), Ausweichstelle | 141 m ü. M.                   |
| Brücke über Wasserlauf |                      | Lick Creek (20 m)                 | Lick Creek (20 m)             |
| Brücke über Wasserlauf |                      | Beech Fork (79 m)                 | Beech Fork (79 m)             |
| Strecke mit Straßenbrücke |                      | Bluegrass Parkway                 | Bluegrass Parkway             |
| ehemaliger Haltepunkt / Haltestelle | 8,0                  | Nelsonville der L&N               | Nelsonville der L&N           |
| Brücke |                      | (18 m)                            | (18 m)                        |
| Brücke über Wasserlauf |                      | Rolling Fork (42 m)               | Rolling Fork (42 m)           |
| Brücke |                      | (20 m)                            | (20 m)                        |
| Brücke über Wasserlauf |                      | Rolling Fork (83 m)               | Rolling Fork (83 m)           |
| Bahnhof | 17,6                 | New Haven (Kentucky) Museum       | 144 m ü. M.                   |
| Abzweig geradeaus und von links |                      | Abstellgleis                      | Abstellgleis                  |
| Haltepunkt / Haltestelle | 22,4                 | Gethsemane, Ausweichstelle        | Gethsemane, Ausweichstelle    |
| Brücke über Wasserlauf |                      | Pottinger Creek                   | Pottinger Creek               |
| | 25,6                 | New Hope                          | New Hope                      |
| Strecke (außer Betrieb) |                      | Strecke der L&N                   | Strecke der L&N               |
| Strecke (außer Betrieb) |                      | nach Junction City (Kentucky)     | nach Junction City (Kentucky) |
| [ 1 ] |                      |                                   |                               |

Das Kentucky Railway Museum ist ein gemeinnütziges Eisenbahnmuseum mit Sitz in New Haven (Kentucky). Ursprünglich wurde es 1954 in Louisville gegründet und befindet sich jetzt an seinem dritten, endgültigen Standort. Das Museum betreibt Ausflugszüge, mit historischem Rollmaterial, auf seiner museumseigenen Strecke von New Haven nach Boston und Gethsemane. Die 26 Kilometer lange Strecke war Bestandteil der ehemaligen Louisville and Nashville Railroad (L&N).

## Geschichte
1948 schloss sich eine Gruppe Eisenbahnliebhaber zusammen und gründete in Louisville eine lokale Sektion der National Railway Historical Society. In den frühen 1950er Jahren spendete ihnen die Louisville and Nashville Railroad ihre Dampflokomotive Nr. 152. Diese Lok bildete den Kern des späteren Eisenbahnmuseums.
Offiziell wurde das Museum 1954 gegründet und pachtete sechs Hektar Land an der River Road in Louisville (Kentucky). Die Eröffnung, für Besucher, fand am Memorial Day 1958 statt. Nachdem das Museum weiter Fahrzeugspenden erhielt, wuchs es stetig. Anfang der 1960er Jahre stieg die Zahl der Besucher auf über 100.000 Personen. In den ersten 10 Jahren waren es dann über 200.000 Besucher.
Im März 1664 überschwemmte der Ohio River das Museumsgelände und beschädigte die Einrichtungen. Nachdem auch der Platz für die Fahrzeuge knapp wurde, unterzeichnete das Museum 1977 einen Pachtvertrag für 40 Hektar Land an der LaGrange Road in Louisville. Daraufhin wurde der Fahrzeugbestand an den neuen Standort verlegt. Zwischenzeitlich begannen die Mitglieder damit, die L&N-Dampflok Nr. 152 zu restaurieren. Dazu erhielten sie Zuschüsse der Brown Foundation und des National Park Service. Die Arbeiten konnten 1985, nach dreizehn Jahren Restaurierungszeit, abgeschlossen werden. Nun fuhr die Lokomotive, nach dreißigjährigem Ruhestand, wieder. Das Museum erwarb auch einige historische Personenwagen und dieselelektrische Lokomotiven. Mit den Dieselloks und der Dampflok Nr. 152 wurden dann Museumszüge, auf verschiedenen Strecken der Louisville and Nashville Railroad, betrieben.
Der Pachtvertrag für das Gelände an der LaGrange Road lief jedoch 1993 aus und der Jefferson County wollte ihn nicht verlängern. Wieder einmal musste der Standort gewechselt werden. Deswegen begann die Museumsleitung frühzeitig mit der Suche nach einem neuen Gelände. In der Region gab es jedoch kein geeignetes Grundstück. Zu dieser Zeit erwog die CSX Transportation (der Nachfolger der Louisville and Nashville Railroad) die „Libanon Branch“ (Bahnstrecke) von Boston nach Mount Vernon (Kentucky) aufzugeben. Wiederum mit Unterstützung der Bingham Foundation und einem staatlichen Zuschuss zur wirtschaftlichen Entwicklung der Region, erwarb das Museum dann 26 Kilometer dieser Strecke von Boston nach New Hope und Gethsemane (Kentucky). Dies kostete damals etwa 30.000 US-Dollar pro Meile. Außerdem spendeten zwei Brüder aus New Haven weitere sechs Hektar Land und ein Gebäude für das Museum. Daraufhin wurde mit dem Umzug begonnen und das neue Museum konnte bereits am 4. Juli 1990 eröffnet werden. Seitdem wuchs das Museum stetig und verzeichnete mehr als 40.000 Besucher pro Jahr. Außerdem wurde ein neuer Bahnhof, nach dem Vorbild des ehemaligen L&N-Bahnhofs von New Haven, errichtet. Das Backsteingebäude, mit 5.000 Quadratmeter Ausstellungsfläche, konnte im Sommer 1995 eröffnet werden.

## Heute
Aktuell werden weitere Gleise erbaut, um neues Rollmaterial aufzunehmen. Das Museum verfügt heute über siebzig historische Fahrzeuge. Die Ausflugszüge verkehren von New Haven, durch das malerische Rolling Fork River Valley, nach Boston oder nach Gethsemane (Kentucky).

### Angebotene Ausflugszüge
- Day Out With Thomas – Zugangebot für Kinder
- The Outlaw Express – Zug mit Raubüberfall
- Ausflugszüge an Wochenenden – nach Boston oder Gethsemane
- Locomotive Cab Ride – Führerstandsmitfahrten
- The Great Freight Experience – Lokführerkurse auf einer Diesellokomotive
- Uncorked Express – Zug mit Wein- und Käseangebot
- Herbst-, Weihnachtszüge und Nordpol-Express
- Osterzug – für Kinder[4]

## Fahrzeuge
| Lokomotiven (Auswahl)             |      |                                     |                  |         | |      |
| Bahngesellschaft                  | Nr.  | Hersteller                          | Achsfolge/Modell | Baujahr | Bemerkung | Bild |
| Dampflokomotiven                  |      |                                     |                  |         | |      |
| Chesapeake and Ohio Railway       | 2716 | American Locomotive Company         | 2-8-4 Berkshire  | 1943    | An die Kentucky Steam Heritage Corporation vermietet.                                                                                         |      |
| Louisville and Nashville Railroad | 152  | Rogers Locomotive and Machine Works | 4-6-2 Pacific    | 1905    | Offizielle Dampflokomotive des Commonwealth of Kentucky, im National Register of Historic Places verzeichnet, seit 2011 außer Betrieb.        |      |
| Louisville and Nashville Railroad | 285  | American Locomotive Company         | 0-8-0            | 1925    | Ehem. Republic Steel Corporation Nr. 2152, ehem. L&N Nr. 285, wurde kürzlich optisch restauriert und in L&N-Farben lackiert, ist ausgestellt. |      |
| Louisville Cement Company         | 11   | Vulcan Iron Works (Wilkes-Barre)    | 0-4-0            | 1923    | Wurde optisch restauriert und ist ausgestellt.                                                                                                |      |
| Diesellokomotiven                 |      |                                     |                  |         | |      |
| Baltimore and Ohio Railroad       | 21   | GE Transportation Systems           | 44 Ton           | 1943    | Ehem. United States Air Force Nr. 1223, ehem. B&O 21, in Betrieb.                                                                             |      |
| CSX Transportation                | 1103 | Electro-Motive Diesel               | SW-1500          | 1970    | Ehem. Louisville and Nashville Railroad, 2019 von CSX gespendet, soll wieder in den Farben der L&N lackiert werden, in Betrieb.               |      |
| Louisville and Nashville Railroad | 411  | Electro-Motive Diesel               | GP7              | 1953    | Ehem. Reading Company Nr. 615, in das Farbschema der L&N umlackiert, in Betrieb.                                                              |      |
| Louisville and Nashville Railroad | 770  | Electro-Motive Diesel               | E6A              | 1942    | Wird optisch aufgearbeitet. |      |
| Monon Railroad                    | 32   | Electro-Motive Diesel               | BL-2             | 1948    | Wird zeitweise eingesetzt. |      |
| Santa Fe                          | 2546 | Electro-Motive Diesel               | CF-7             | 1949    | Ehem. Santa Fe Nr. 229L, 1973 von F-7 zur CF-7 umgebaut, in Originallackierung, in Betrieb.                                                   |      |
| [ 5 ] [ 6 ] [ 7 ]                 |      |                                     |                  |         | |      |